# 江淵
江 淵（こう えん、生没年不詳）は、明代の官僚。字は世用。本貫は重慶府江津県。

## 生涯
1430年（宣徳5年）、進士に及第し、翰林院庶吉士となった。1435年（宣徳10年）、翰林院編修に任じられた。1447年（正統12年）、英宗の命により杜寧・裴綸・劉儼・商輅・陳文・楊鼎・呂原・劉俊・王玉ら10人とともに曹鼐らを師として東閣で課業を学んだ。翰林院侍読となった。
1449年（正統14年）、土木の変が起こり、郕王朱祁鈺が監国すると、徐有貞らが都を南に移すよう意見した。太監の金英が徐有貞を叱りつけて退出させ、徐有貞はよろめきながら左掖門を通り過ぎた。江淵はちょうど宮廷に入ろうとしていたところ、徐有貞に会って訊ね、南遷の意見が退けられたことを知った。このため江淵は宮中に入ると、北京を固守する策を力説した。郕王に知られて、刑部右侍郎に抜擢された。エセン・ハーンが北京に迫ると、江淵は景泰帝（朱祁鈺）の命を受けて都督孫鏜の下で参軍事をつとめた。
1450年（景泰元年）、江淵は紫荊関・倒馬関・白羊関などを視察するために出向し、都指揮同知の翁信とともに雁門関の修築を監督した。8月、江淵は刑部右侍郎のまま翰林院学士を兼ね、入閣して国政の機密に参与した。9月、翰林学士を兼ねたまま戸部右侍郎に転じた。1451年（景泰2年）6月、天文の異変に際して三事を上書し、いずれも聞き入れられた。1452年（景泰3年）2月、翰林学士を兼ねたまま、吏部左侍郎に転じた。江淵は景泰2年に免除した田租をいま追徴すれば、朝廷は民衆からの信頼を失うと言上して、景泰帝に聞き入れられた。4月、皇太子が朱見深から朱見済に代えられると、江淵は太子少師の位を加えられた。四川巡撫僉都御史の李匡を職務不適格で弾劾し、罷免させた。9月、母が死去し、江淵は辞職して喪に服した。1453年（景泰4年）4月、服喪期間を終えずに官に復帰した。5月、奪情を理由に御史の周文に弾劾された。景泰帝は不問に付した。
1454年（景泰5年）春、山東・河南・江北で飢饉があり、江淵は平江侯陳預とともに命を受けて安撫に赴いた。江淵は前後して軍民の便宜十数事を上書した。あわせて淮安府に常盈倉を守る月城を築き、広徐州に広運倉を守る東城を築くよう請願した。意見は全て採用された。ときに江北でたびたび飢饉が発生しており、江淵は振恤に備えて淮安府の食糧を運ぶ途中にあった者を全て追い返したため、運河輸送の兵士が機会に乗じて食糧を侵奪した。事が奏聞されると、御史が派遣されて事実を調査され、江淵は弾劾された。官籍の剥奪が相当とされたが、廷臣が江淵を擁護したため、その罪は不問に付された。
兵部尚書の于謙が病床についたため、景泰帝は兵部の事務をみる人物を推薦させることにした。江淵は兵部尚書の地位を望んで運動した。陳循らは偽って江淵を推すふりをしながら、商輅に起草させた上奏文に「石兵江工」の4字を入れた。1455年（景泰6年）1月、石璞が兵部尚書となり、江淵は石璞に代わって工部尚書となった。江淵はこれに落胆した。1457年（天順元年）1月、英宗が復位すると、江淵は陳循らとともに一兵士として遼東に流された。ほどなく死去した。